# Сорта рода Гелениум
Цветки различных сортов гелениума имеют диапазон цветов от тёмно-красного до бледно-жёлтого, лепестки могут быть окрашены однотонно, а могут меть смешанный цвет, различные вкрапления цветов и переходы. Высота от 30 см до более чем 150 см. Цветение в зависимости от сорта, с конца июня до конца октября. 
- 'Abbeydore Bronze' (syn.: 'Abbey Dore Bronze'). Высота растений 60—70 см. Соцветия уникального для карликовых сортов гелениумов тёмно-оранжевого цвета. Цветение с конца июня до октября (в Англии). К концу сезона листва может стать слегка пятнистой[1].
- 'Adios' Brian Kabbes
- 'Baronin Linden'. Высота растений сильно зависит от плодородия почвы, в среднем около 110 см. В Англии цветёт с середины августа до конца сентября[2].
- 'Baudirektor Linne' Gustav Deutschmann / Hahn. Высота растений около 121 см. Соцветия красные с оранжевым. Цветение с конца июля. Под этим названием в обращении присутствуют несколько похожих сортов включая истинный, соответствующий описанию в справочниках. Сорт посвящён англ. Otto Linne — ландшафтному архитектору реконструировавшему Hammer Park в Гамбурге примерно в 1919 году. Сорт создан позднее этого года[3].
- 'Beatrice' Henk Jacobs
- 'Biedermeier' Karl Foerster
- 'Blanche Royale' Ray Clarke 2008
- 'Blutentisch' Karl Foerster
- 'Bressingham Gold'
- 'Bruno' Alan Bloom 1963. Высота растений около 90 см. Соцветия коричнево-красные. Цветение с конца июля до сентября (в Англии). 'Bruno' получен из той же группы семян, что и сорта 'Coppelia' и 'Butterpat'. Название посвящено любимой марке трубочного табака[4].
- 'Butterpat'
- 'Butterpat' Alan Bloom 1963 (syn. Helenium autumnale 'Butterpat'). Растения около 90 см высотой. Листья бледно-зелёные. Соцветия жёлтые. В Англии цветение с начала августа. Рекомендуется выращивать на плодородных почвах. Под этим названием часто продаются другие сорта гелениумов[5]. Зоны морозостойкости: от 3 до 8[6].
- 'Can Can' Peter Zur Linden 1999
- 'Chelsey' Geerlings 2005. Компактный сорт. Высота около 80 см. Соцветия крупные. Язычковые цветки киноварно-красного цвета с абрикосовыми мазками по краям. Цветение с конца июля[7].
- 'Chipperfield Orange' Simmonds 1920
- 'Coppelia' Alan Bloom 1963
- 'Dauerbrenner' Peter Zur Linden 2000
- 'Die Blonde' Karl Foerster 1959. Высота растений около 90 см. Соцветия бледно-желтые. Цветёт в течение очень долгого времени с конца июля — начала августа. При взгляде сверху соцветие напоминает зубчатое колесо[8].
- 'Double Trouble'
- 'Dunkle Pracht' (syn. Dunkelpracht)
- 'El Dorado' (syn. 'Eldorado') Bottke 2005. Высота растений около 90 см. Соцветия крупные, располагаются значительно выше листвы. Язычковые цветки жёлтые, со слабым налётом красного цвета. Цветение в Западной Европе с середины июня до осени[9].
- 'Fata Morgana' Dito Plant Export BV.
- 'Feuersiegel' Foerster 1959.
- 'Fiesta' Brian Kabbes.
- 'Flammendes Kathchen' Peter Zur Linden 1988.
- 'Flammenrad' Foerster 1951. В переводе с немецкого — «огненное колесо». Очень эффектный сорт, цветущий с середины июля. Высота растений около 121 см. Стебли толстые, подвязки не требуют. Соцветия крупные, жёлтые с оранжево-красными мазками[10].
- 'Flammenspiel'
- 'Gartensonne'
- 'Gay-Go-Round' Inez Arnold
- 'Gelbe Waltraut' Hartmut Rieger 2008
- 'Goldene Jugend' Junge 1924
- 'Goldfuchs' Karl Foerster
- 'Goldkogel' Karl Foerster 1968
- 'Goldlackzwerg'. В настоящее время под этим названием в культуре присутствуют два очень разных сорта.
1. Высота растений около 60 см. Соцветия «светящегося» насыщенно-красного оттенка. Цветение с конца июля. Рекомендуется выращивать на хорошо дренированных почвах. Разрастается медленно. Этот вариант сорта наиболее распространён а Англии[11].
2. Оригинатор: Karl Foerster, 1949. Сорт наиболее распространён в Германии. Высота растений около 90 см высотой. Соцветия ярко-красные с жёлтыми прожилками. Листья узкие, слегка бронзовые в молодом возрасте[12].
- 'Goldrausch' Karl Foerster 1952. В переводе с немецкого — «золотая лихорадка». Высота растений около 155 см. Соцветия золотистого цвета с красными отметинами. Цветение в Англии с начала августа. Может поставляться под ошибочными названиями 'Gold Rush', 'Gold Intoxication' и 'Gold Fever'[13].
- 'Goldreif'
- 'Goldriese DD' Klaus Jentsch 1998
- 'Hartmut Rieger' Peter Zur Linden 2003
- 'Helena' Peter Zur Linden 2003
- 'Herbstgold' Peter Zur Linden 2007
- 'Indianersommer' Zur Linden 1988. Стебли средней высоты. Соцветия оранжево-красные с желтоватым. Цветение с начала августа. Рекомендуется выращивать на плодородных почвах[14].
- 'Jam Tarts' Bob Brown
- 'Julisamt'
- 'July Sun' False
- 'Kanaria' Karl Foerster 1949
- 'Karneol' Karl Foerster
- 'Kleine Aprikose' Zur Linden 2006
- 'Kleiner Fuchs' Zur Linden 1989
- 'Kokarde' Karl Foerster
- 'Konigstiger' Karl Foerster 1964
- 'Kugelsonne' Karl Foerster
- 'Kupfersprudel' Foerster
- 'Kupferziegel' Zur Linden 2002. Высота около 120 см. Соцветия медно-оранжево-красные. Центр соцветия жёлто-зелёный, по мере распускания становится коричневым с жёлто-зелёным центром. Цветение с начала августа, пик цветения в сентябре[15].
- 'Kupferzwerg' Benary 1954. Высота растений около 80 см. Соцветия медно-красные. Цветёт с середины августа[16].
- 'Lambada' Brian Kabbes
- 'Louise Beacock' Ray Clarke 2010
- 'Loysder Wieck' Wilmink
- 'Luc' Zur Linden 2000
- 'Mahagoni' Karl Foerster
- 'Mardi Gras' Bob Brown 2003
- 'Margot' K.H. Marx 1976
- 'Marion Nickig' Peter and Barbel Zur Linden 1998
- 'Meranti'
- 'Mien Ruys' Henk Jacobs
- 'Moerheim Beauty' Ruys 1930. Один из самых известных и распространённых сортов гелениума. Распускающиеся соцветия имеют широкий диапазон оттенков, от красного, до золотого и медного. Распустившиеся цветки имеют красно-коричневый цвет. Цветет в течение длительного периода начиная с начала июля до ноября (в Англии). Высота растений растущих на плодородной почве 110—120 см, на песчаной около 90 см[17].
- 'Moth' Bernewode Plants. Высота около 120 см, в Англии цветёт с начала августа[18].
- 'Oldenburg' Hartmut Rieger 2007
- 'Orange Beauty'
- 'Patsy' Duncan Skene
- 'Pipsqueak' Stephen Jackson 1998
- 'Potter’s Wheel' Inez Arnold. Высота растений около 90 см. Соцветия тёмно-красные с тонким золотистым краем. краю золотых лепестков. Цветение с конца июля[19].
- 'Puck' Bernewode Plants
- 'Pumilum Magnificum' Amos Perry. Выращивается, как минимум 1895 года. Высота растений около 75 см. Соцветия жёлтые. В начале распускания центр зелёный. В Англии цветёт с конца июня[20].
- 'Ragamuffin' Martin Hughes-Jones 2006. Новый сорт из бывшей Национальной коллекции в Девоне. Высота растений около 127 см. Стебли толстые, прочные. Лепестки красные с крупными жёлтыми мазками. Цветение с начала августа[21].
- 'Rauchtopas' Pegelow. Высота растений около 120 см. Верх лепестков абрикосовый, низ киноварно-красный. Цветение с начала августа. Название сорта переводится, как дымчатый топаз[22].
- 'Red Army'. Высота растений около 60 см. Цветение с середины июля. Цветки тёмно-красные с почти чёрным центром. Побеги хорошо разветвлённые, прочные. Возможно сорт идентичен сорту 'Vivace'[23].
- 'Red Glory'. Высота растений около 85 см. Язычковые цветки матово-красного цвета, у основания чуть жёлтые. Соцветия похожи на 'Dunkle Pracht', но в два раза ярче по тону[24].
- 'Red Jewel'. Высота растений около 91 см. Язычковые цветки алые с тонким желтым краем и основанием[25].
- 'Ring of Fire' Inez Arnold
- 'Riverton Beauty' Henry Dreer 1909. Один из старейших сортов выведенных в США. Высота около 145 см. Стебли не требуют подвязки. Язычковые цветки жёлтые. Цветение с середины августа[26].
- 'Riverton Gem' Henry Dreer 1909
- 'Rotgold' Karl Foerster
- 'Rotkäppchen' Karl Foerster 1952
- 'Rubinkuppel' Karl Foerster
- 'Rubinzwerg' Peter and Bärbel Zur Linden 1989. В переводе с немецкого — «Рубиновый гном». Популярный сорт. Куст плотный, высотой около 65 см. Цветки рубиново-красные. Цветет с конца июля. Иногда реализуется под ошибочным названием 'Rosy Gem'[27].
- 'Ruby Tuesday'
- 'Sahin’s Early Flowerer' Kees Sahin
- 'Samtjuwel' Zur Linden 1994
- 'Schokoladenkönigin' Zur Linden 2007
- 'Septemberfuchs' Karl Foerster
- 'Septembergold' Bornimer 1975
- 'Sonnenkringel' Peter and Bärbel Zur Linden 2005
- 'Sonnenwunder' Karl Foerster
- 'Sophie Zur Linden' Peter and Bärbel Zur Linden 2006
- 'Sunshine'
- 'The Bishop'
- 'Tresahor Red'
- 'Two Faced Fan' Inez Arnold
- 'Vicky' Peter and Bärbel Zur Linden 1999
- 'Vivace'
- 'Wagon Wheel' Bob Brown
- 'Waldhorn' Karl Foerster 1967
- 'Waltraut' Gustav Deutschmann 1947
- 'Wesergold' Junge
- 'Westerstede' Hartmut Rieger
- 'Wonnadonga'
- 'Wyndley' Thomas Grove 1921. Цветение начинается с конца июня и часто продолжается до ноября. Высота около 75 см. Некоторые вариации сорта 'Goldfuchs' похожи на 'Wyndley', но более жёлтые. Соцветия насыщенно-жёлтые с красноватыми мазками и крупным центром[28].
- 'Zimbelstern'. Первоначально сорт с таким названием был введен в культуру Карлом Ферстером в 1956 году. Однако он описывается как имеющий цветы самые крупные среди всех сортов Helenium. Все циркулировавшие в 2000 годы под этим названием растения не соответствовали этому описанию. Считалось, что сорт утрачен. Возможно, в настоящее время в Германии найден сорт соответствующий выведенному Фостером[29].